# Dammarie
Dammarie é uma comuna francesa na região administrativa do Centro, no departamento Eure-et-Loir. Estende-se por uma área de 32,51 km². Em 2010 a comuna tinha 1 535 habitantes (densidade: 47,2 hab./km²).